# Perk Sei Rumbia
Perk Sei Rumbia is een bestuurslaag in het regentschap Labuhan Batu Selatan van de provincie Noord-Sumatra, Indonesië. Perk Sei Rumbia telt 2697 inwoners (volkstelling 2010).